# The Finders
The Finders (Deutsch: Die Suchenden) waren ein Kult und eine alternative Wohnkommune in den Vereinigten Staaten, deren Aktivitäten sich in den 1980er Jahren verlieren. Nachdem Mitglieder der Gruppe in den 1987 für verdächtige Tätigkeiten im Zusammenhang mit möglichem Kindesmissbrauch verhaftet worden waren und außerdem 1993 eine mögliche Verbindung zur Central Intelligence Agency (CIA) bekannt geworden war, begann die Gruppe zum Gegenstand von Verschwörungstheorien zu werden.

## Entstehung der Gruppe
Die Gruppe wurde in Washington, D.C. in den 1960er oder 1970er Jahren von dem ehemaligen United States Air Force Master Sergeant Marion Pettie gegründet. Ihre Ideen sollen auf östliche Philosophie, das Human Potential Movement und die Hippie-Bewegung zurückgehen. Pettie hatte die Kommune gegründet, um eine „neue Generation“ von Kindern kollektiv in einer Kommune aufzuziehen. Anstatt von ihren Eltern aufgezogen zu werden, sollten diese in der Gruppe sozialisiert werden. Die Finders-Gruppe besaß verschiedene Grundstücke in und um Washington, D.C.

## Vorfall von 1987
The Finders wurden einer breiteren Öffentlichkeit bekannt, als zwei Mitglieder der Bewegung 1987 in Tallahassee, Florida, verhaftet und wegen Kindesmissbrauchs der sechs sie begleitenden Kinder angeklagt wurden, nachdem die beiden Männer geschwiegen hatten, als die Polizei sie in einem öffentlichen Park nach ihrer Identität und ihrer Beziehung zu den Kindern befragte. Bei den Männern handelte es sich um Douglas Ammerman und James Michael Holwell, die beide als „gut gekleidete Männer in Anzügen“ beschrieben wurden. Sie benutzten einen Lieferwagen, um „sechs schmuddelige, hungrige Kinder“ im Alter zwischen 2 und 11 Jahren zu transportieren. Der Lieferwagen enthielt u. a. Videokassetten, eine Matte und einen Computer und schien die gesamte Gruppe bereits für eine Weile zu beherbergen. Die verwahrlosten Kinder waren lokalen Anwohnern aufgefallen, die die Polizei verständigt hatten. Ammerman und Holwell gaben an, die Kinder zu einer „Schule für brillante Kinder“ in Mexiko fahren zu wollen, wobei sie sich bei der Befragung in Widersprüche verwickelten und mit einer Kaution in Höhe von 100.000 Dollar inhaftiert wurden.
Die beiden ältesten Kinder, die als „Mary“ und „Max“ bezeichnet wurden, wurden von den Strafverfolgungsbehörden befragt, da die anderen zu jung waren, um sich richtig zu verständigen und für ihr Alter unterentwickelt wirkten. Es wurde festgestellt, dass die medizinischen Untersuchungen der Kinder Anzeichen von sexuellem Missbrauch und Unterernährung sowie Bisswunden aufwiesen. Bei der Befragung sowie durch Zeugenaussagen von Nachbarn wurde festgestellt, dass die Kinder auf einem Bauernhof, die dem US-Militärangehörigen Marion Pettie gehörte, unter geringer Aufsicht von Erwachsenen aufgewachsen waren, wobei zwanzig Erwachsene und ein weiteres Kind anwesend waren. Die jüngeren Kinder zeigten Verhaltensweisen, die darauf hindeuteten, dass sie nicht daran gewöhnt waren, in einem Haus zu leben oder häusliche Sanitäranlagen zu benutzen. Sie erklärten, dass sie von ihren Müttern „entwöhnt“ wurden und nur selten das Haus betreten und sogar draußen schlafen mussten. Nachbarn beobachteten, dass die Kinder offenbar auf dem Wassermelonenfeld der Farm lebten. Mary beschrieb Ammerman und Holwell als ihre „Lehrer“, die ihnen das Lesen und „Spielen“ beibrachten. Bei einem Spiel ging es darum, einen Mann zu entkleiden, seine Kleidung zu tragen und seine Taschen nach Geld zu durchsuchen. Die beiden berichteten, weibliche Mitglieder der Sekte nackt gesehen zu haben, und glaubten, dass dies ebenfalls zum Spiel gehörte. Auf die Frage nach „Berührungen“ stritt Mary sexuellen Missbrauch ab, wurde aber „sehr unruhig und wollte die Befragung beenden.“ Auf einer anderen Finders-Farm in Virginia fanden Agenten Käfige auf dem Gelände, von denen Zeugen behaupteten, dass sie zum Halten von Kindern verwendet wurden. Die vollständigen medizinischen und psychologischen Berichte zum Fall wurden nicht für die Öffentlichkeit zugänglich gemacht.
Laut Unterlagen des US-Bezirksgerichts in Washington hatte eine vertrauliche Polizeiquelle den Behörden zuvor mitgeteilt, dass die Finders „eine Sekte“ seien, die in einem Lagerhaus und einem von den Strafverfolgungsbehörden gestürmten Doppelhaus in Glover Park „Gehirnwäsche“-Techniken durchführen würden. Diese Quelle erzählte, dass sie von den Finders mit Versprechungen von „finanzieller Belohnung und sexueller Befriedigung“ angeworben wurde und dass sie von einem Mitglied eingeladen wurde, mit ihnen den Satanismus zu „erforschen“, so die Dokumente. Polizeiquellen zufolge zeigten einige der beschlagnahmten Gegenstände Bilder von Kindern, die anscheinend an „Kultritualen“ beteiligt waren, mit Männern in weißen Roben. Beamte der US-Zollbehörde sagten, dass das beschlagnahmte Material Fotos enthielt, auf denen Kinder zu sehen waren, die an „Opferungen“ von Ziegen beteiligt waren. Außerdem ein Foto eines Kindes in Ketten und weitere Fotos von nackten Kindern. Ein Ermittler stellte während der Ermittlungen fest, dass Dokumente mit detaillierten Anweisungen über Methoden zur Gewinnung von Kindern für nicht näher spezifizierte Zwecke (einschließlich der Schwängerung weiblicher Mitglieder der Kommune, des Kaufs, des Handels und der Entführung von neuen Kindern) vorhanden seien. Die Dokumente waren allerdings später nicht mehr auffindbar. US-Zollmitarbeiter Ramon Martinez behauptete, dass es Hinweise auf internationale Verwicklungen der Gruppe gäbe, so behauptete dieser auf einem Computer Spuren in dem Lagerhaus der Gruppe gefunden, die auf internationalen Kinderhandel mit Verbindungen zu mehreren Kontinenten hindeuten, einschließlich detaillierter Anweisungen, wie dabei Strafverfolgungsbehörden umgangen werden können.
Robert Gardner Terrell, dem eines der durchsuchten Grundstücke gehörte, behauptete: „Wir sind vernünftige Leute ... keine Teufelsanbeter oder Kinderschänder“, und „alles, was wir getan haben, basiert auf dem Wunsch, dass die Kinder das reichste Leben haben, das sie haben können“. The Finders seinen stattdessen eine alternative Kommune, die nach den Lehren des chinesischen Philosophen Laotse leben würde. Laut Terrell waren die sichergestellten Fotos von nackten Kindern Holwells eigene Kinder, und die toten Ziegen, die auf den sichergestellten Fotos zu sehen sind, bereits geschlachtet, wobei den Kindern beigebracht wurde, wie man sie zubereitet. Terell gab Interviews in Washington, „um das schlechte Image zu zerstreuen, das der Gruppe von den Strafverfolgungsbehörden und den Medien verliehen wird“. Die Behörden kamen schließlich zu dem Schluss, dass es keine Beweise für kriminelle Aktivitäten gäbe. Ammerman und Holwell wurden nach sechs Wochen freigelassen und die Kinder von ihren Müttern abgeholt, die sich nach einiger Zeit bei den Behörden gemeldet hatten.

## Angebliche Verbindungen zur CIA
The Finders wurden 1993 erneut einer breiteren Öffentlichkeit bekannt, als Henry „Skip“ Clements, ein im privaten Sektor tätiger und in Stuart, Florida, ansässiger Berater, eine Kopie des Berichts von 1987 erhielt, in dem es hieß, dass die Ermittlungen des DC Police Department gegen die Finders als „CIA-interne Angelegenheit“ eingestellt worden waren. Clements behauptete, die CIA habe die US-Zollbehörde gezwungen, die Ermittlungen einzustellen, weil die Kommune angeblich als Fassade für CIA-Operationen diene. Clements' Behauptungen erregten das Interesse der beiden US-Kongressabgeordneten Tom Lewis und Charles Grandison Rose, was zu einer Untersuchung des Department of Justice über die Ermittlungen von 1987 führte. Die Untersuchung des Department of Justice konnte keine Fehler bei den Ermittlungen von 1987 feststellen.
CIA-Sprecher David Christian behauptete, dass es sich bei den Anschuldigungen um ein Missverständnis handelte, das darauf zurückzuführen war, dass eine Firma namens Future Enterprises Inc. zur Ausbildung von Agenten benutzt wurde und ein Mitglied der Finders dort als Teilzeitbuchhalter arbeitete.
Die Frau von Finders-Gründer Marion Pettie arbeitete für die CIA und sein Sohn für die CIA-Tarnorganisation Air America.

## Verschwörungstheorien
Der Fall der Finders-Sekte gilt als bedeutender Vorfall der Satanismus-Panik der 1980er Jahre und bereiteten späteren Theorien (wie z. B. Pizzagate) über angebliche Verwicklungen von Staat und Geheimdiensten in rituellen Missbrauch und Kinderhandel Vorschub.
2019 veröffentlichte das FBI Hunderte von Dokumenten im Zusammenhang mit „The Finders“ und stellte auf der FBI Vault-Website fest, dass dies das am häufigsten nachgefragte Thema war.